# Argynnis zariquieyi
Argynnis zariquieyi är en fjärilsart som beskrevs av De Sagarra 1924. Argynnis zariquieyi ingår i släktet Argynnis och familjen praktfjärilar. Inga underarter finns listade i Catalogue of Life.